# Lago Poso

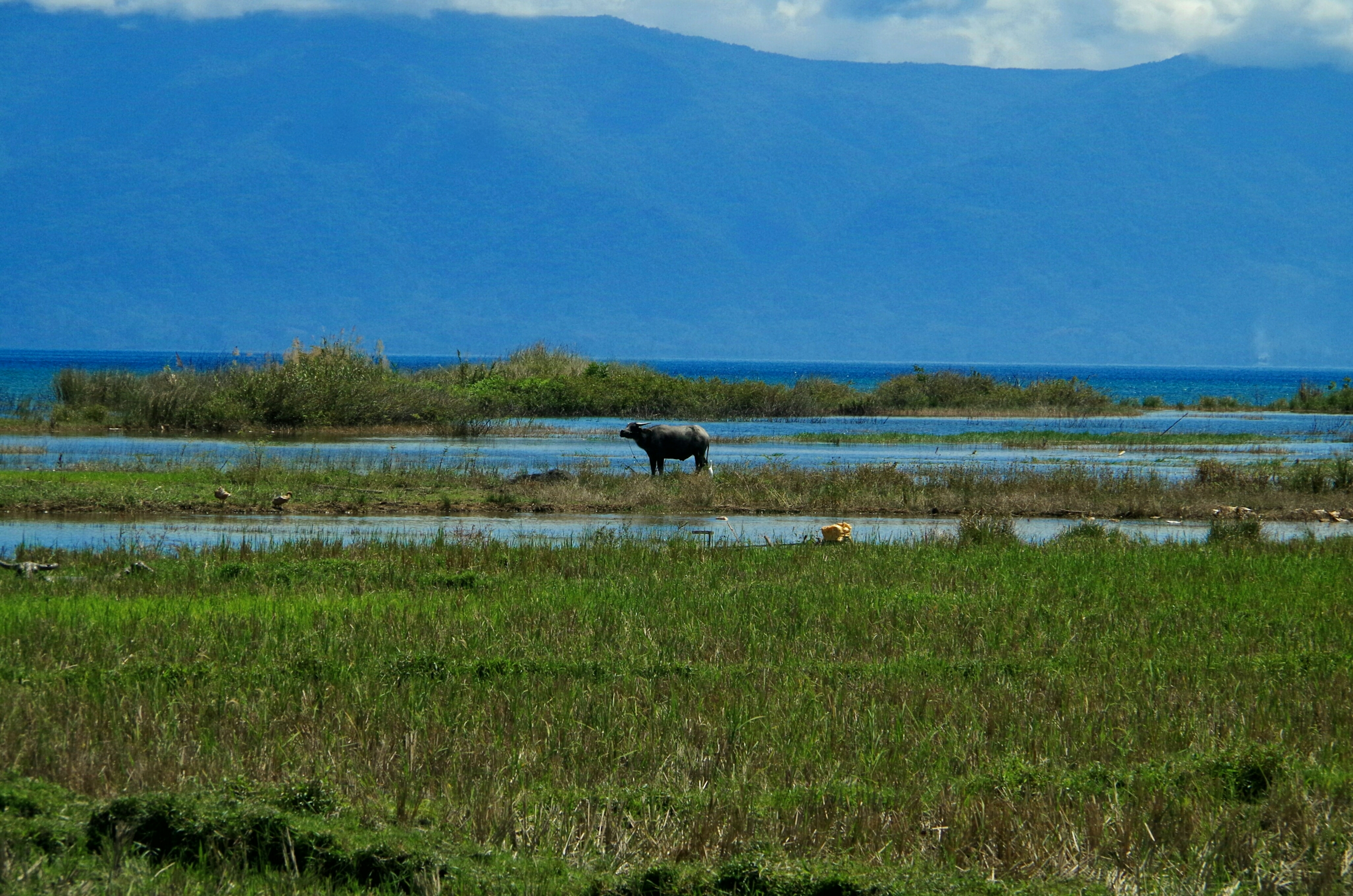
imagen de Lago Poso, Indonesia.

El Lago Poso o Pozo es un lago tectónico ubicado cerca del centro la isla de Célebes en Indonesia, en las coordenadas 1°55′28″S 120°37′0″E / -1.92444, 120.61667. El pueblo de Pendolo se encuentra en la orilla sur del lago, mientras que Tentana se ubica en la orilla norte. Cuenta con una superficie de 323,2 k² y una profundidad máxima de 450 m, lo que le convierte en el tercer lago más profundo de Indonesia.[cita requerida] El lago desagua por el río Poso que se dirige hacia el poblado de Poso, ubicado en las orillas del mar de Molucas.  

## Flora y Fauna
El lago alberga anguilas plateadas y amarillas y dos especies endémicas de peces, Adrianichtys kruyti y Xenopoecilus poptae. El gobio Poso parece extinguido, ya que se detectó por última en 1987. Las posibles causas de su desaparición son la contaminación del lago Poso y la importación de especies de peces foráneas. También hay que destacar la esponja del género Pachydictyum que sólo se encuentra en el lago Poso. Es una espoja de agua dulce (Spongillidae).
Los bosques que rodean al lago todavía proporcionan raros avistamientos del anoa (búfalo enano) y el babirusa (literalmente, cerdo ciervo). Estas dos especies en peligro de extinción se encuentran entre una serie de animales silvestres que sólo se encuentra en la provincia de Célebes Central.
Cerca del pueblo de Bancea, junto al lago, hay un parque que contiene orquídeas silvestres. 

## Transporte
Se puede llegar al lago Poso:
desde Rantepao en la región de los Toraya, tomando la carretera desde Palopo y la ciudad de Wotu en el golfo de Boni y luego desviarse a Pendolo o Tentena. Poso está conectada por vía aérea con Palu, la capital de la provincia.

## Turismo
A finales de agosto se celebra el Festival del lago Poso, con competiciones de deportes tradicionales y certámenes de canto y danza en Tentena.